# Harle piette
Mergellus albellus
Genre
Espèce
Synonymes
- Mergus albellus (Linnaeus, 1758)

Statut de conservation UICN

 LC  : Préoccupation mineure

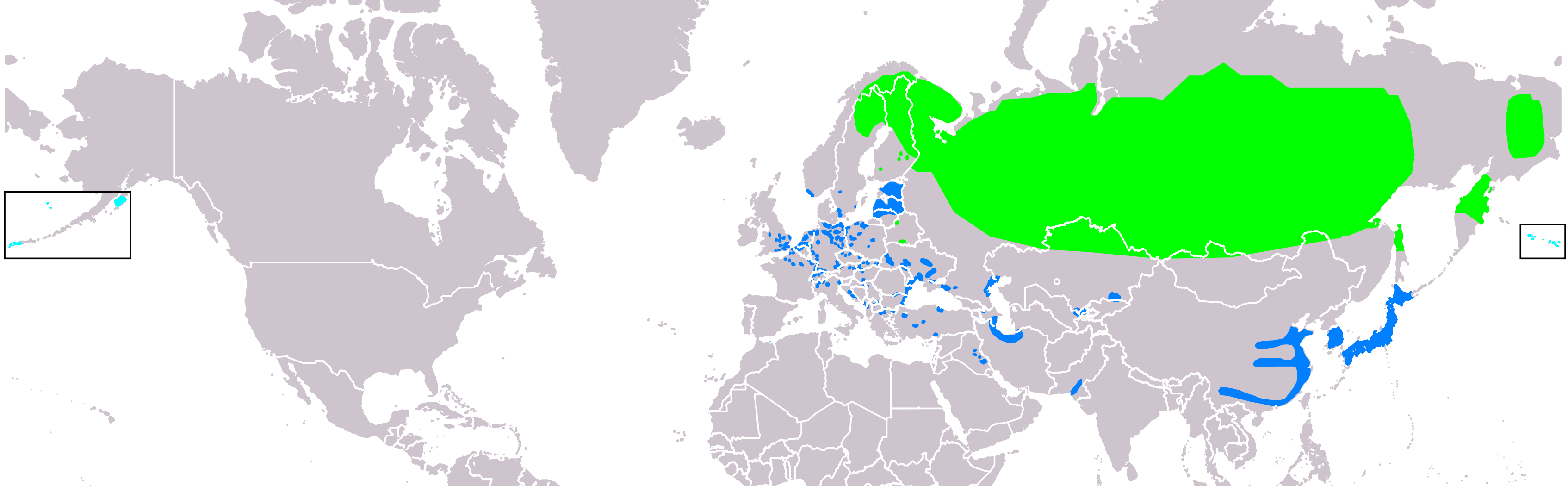
Aire de répartition du Harle piette

Le Harle piette (Mergellus albellus) est une espèce d'oiseaux de la famille des anatidés, l'unique représentante du genre Mergellus. Il appartient à la catégorie des canards plongeurs. Le harle tient son nom de son habitude à nager le corps submergé (Mergus, de mergere, submerger).

## Identification
C'est le plus petit du groupe des harles : 44 cm de longueur pour une envergure de 55 à 69 cm et un poids de 500 à 800 g. Il est facilement identifiable à cause de sa taille, de sa silhouette et de son plumage. 
En période nuptiale, le mâle est quasiment tout blanc avec quelques traits noires éparses. La partie centrale du dos noire est prolongée par une culotte grise. Une marque circulaire noire entoure l'œil juste au-dessous de la huppe blanche. 
En période d'éclipse, il a le même plumage que la femelle.
La femelle à le cou gris surmonté d'une large calotte brune. Le menton et la gorge sont blancs. Le reste du corps est un dégradé de gris.

## Comportement

### Locomotion

#### Plongeon
Ses immersions totales durent de 15 à 45 secondes, parfois jusque sous la glace quand cela est nécessaire. 

#### Vol
Le harle piette décolle la plupart du temps de la surface de l'eau. Son vol est rapide et les battements d'ailes sont précipités.

### Régime
C'est un piscivore qui se nourrit donc essentiellement de poissons, d'insectes aquatiques et de leurs larves.

### Chant
Habituellement discret, le mâle émet de faibles sifflements en cas de danger et la femelle un sonore karr kokokok roulé.

### Nidification
Comme le harle huppé, il affectionne particulièrement les forêts humides dont il utilise la cavité des grands arbres. Mais il accepte également sans réticence les nichoirs artificiels qui sont parfois installés. 

La femelle pond en moyenne de 6 à 9 œufs dont la durée d'incubation s'élève de 26 à 28 jours. Aucune information précise n'a été recueillie sur la date d'émancipation ou d'envol des jeunes.

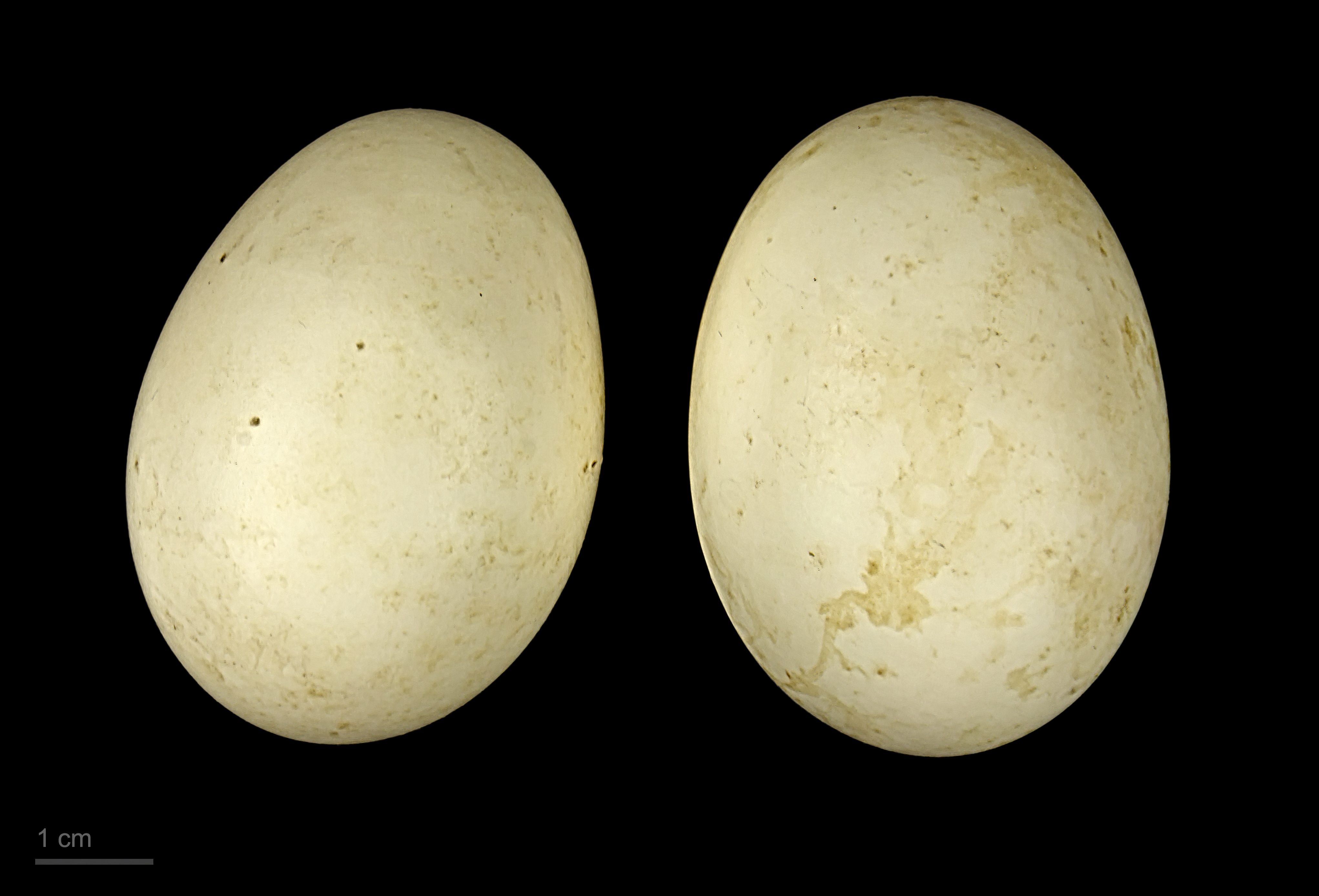
Mergellus albellus - MHNT

## Répartition et habitat

### Répartition
Cet oiseau se reproduit notamment en Scandinavie et dans le nord de la Russie. Au début de l'automne, ce migrateur quitte ces régions pour venir s'installer sur les côtes de la mer du Nord et de la Manche. Auparavant, ce n'était un visiteur de nos régions que lors d'hivers rudes où les lacs et cours d'eau de l'est de l'Europe étaient pris par les glaces. Ces dernières années, il semble que des modifications soient intervenues dans les habitudes et malgré des hivers moins rigoureux, les harles piettes sont devenus des visiteurs réguliers y compris dans l'estuaire de la Loire.

### Habitat
Pendant la période nuptiale, le harle piette fréquente les forêts humides et nordiques de la Scandinavie pourvues en grands arbres aux troncs creux propices à la nidification. Pendant la période d'hivernage, on le trouve plutôt sur les rives des lacs intérieurs ou des réservoirs artificiels mais aussi le long des côtes abritées aux eaux peu profondes ainsi que dans les estuaires et les baies au climat accueillant.